# エースドライバー
『エースドライバー』（ACE DRIVER）は、ナムコ（後のバンダイナムコゲームス）が1994年10月に発売されたアーケードゲーム。レースゲームである。

## システム
実際の自動車の操作系を模したステアリング、ブレーキ＆アクセルペダル、シフトレバー、視点切替ボタンで操作を行う。また、本作はナムコのレースゲームで初めて、反力機構を搭載したハンドルに対応したゲームでもある（従来と同様の反力機構未搭載の筐体も発売されており、店により異なる）。コーナーでハンドルは重くなりシートも左右に動く過激なところから体感ゲームに区分されることがある。なお、『ファイナルラップ』以降、従来のナムコのレースゲームで搭載されてきたハンドルの中央のエンブレムは黒地に銀色で「namco」と書かれていたものだったが、本作より対応となった反力機構搭載のハンドルは赤地に白で「namco」と書かれたエンブレムが中央に装飾されている。筐体は新しく発売された以外にも、同年の6月に発売された『リッジレーサー2』のTWIN筐体向けのコンバージョンキットも発売（ただし、後述するSD筐体のみ）。
ゲーム開始時にシフトはATとMTのどちらかを、難易度としてBEGINNER CLASS（初級）、EXPERT CLASS（中級）、EXPERT(PRO) CLASS（上級）を選択可能。コース中2箇所のチェックポイントとゴールラインを通過すると持ち時間が増え、持ち時間内にコースを3周できないとリタイアでゲームオーバー。コースは、STREAM FIELD CIRCUIT（1周4,354m 高低差21.2m）の1種類のみ。本作の特徴としては、選択したCLASSによって車の挙動が同じゲームとは思えないほど異なることが挙げられる。BEGINNER CLASS ではかなり強力なアシスト機能が働き走り易いが、EXPERT(PRO) CLASSではほぼアシストがなく、ラフなハンドル操作、アクセルワークを行うと簡単にスピンするためシビアな操作を要求される。
筐体は、前方を軸に筐体のリアが左右に可動しBOSE製のスピーカーを装備したDXタイプと、『リッジレーサー2』とシートや画面とコクピット部分など大部分を共有する通常のSDタイプの2種類がある。DXタイプは画面がブラウン管のものとプロジェクターのものの2種類がある。いずれのタイプも1筐体に2席のTWIN構成である。次作『ビクトリーラップ』と異なり、ゲーム中のBGMが無いので、空気（大気）をつんざいて走行する効果音が良く聞き取れる。ゲーム中に視点切替ボタンを押すことにより、リアビュー視点とコクピット視点を切り替え可能だが、最初の状態から7回ボタンを押すとノーズ先端の視点に切り替えることができる。最初はTIME表示が緑色だが、コースアウト（少しはみ出ても赤TIMEに移行する）すると赤色に変わる。コースレコードのTIME集計は緑TIME、赤TIME別に行われている。
車種は、同社の『ファイナルラップ』と同様に、プレイヤーが座った席によって4色の車種（TEAM RED LIGHTNING、SCUDERIA BLUE CASTLE、YELLOW CYCLONE RACING、GREEN ISLAND MOTOR SPORTS）の中から割り振られ、性能差は無い。

## 開発
本作の基板には、当時並行して開発が進められていた『リッジレーサー』と同じくシステム22が用いられた。
開発に当たり、チームは本物のF1マシンに乗りに行った。F1の感触を既存の方法で実現するのは困難だったことから、開発チームは遠山茂樹が過去に手掛けたエレメカをヒントに、シートの下につけたタイヤを道路に見立てたローラーの上に走らせるという形で、その感触を再現した。本作の設計には『ギャラクシアン3』にかかわった小山順一朗が参加し、遠山本人も監修に当たった。また、縁石に乗り上げた際にステアリングを振動させ、実際にシートまで動いているような錯覚を演出した。本作は開発スタッフにとって自信作として仕上がったものの、フォーミュラカーの再現にこだわりすぎた結果、まっすぐ走らせるのにも注意を払う必要があるような操作性になったと小山は4Gamer.netとのインタビューの中で振り返っている。
また、小山は当時入社4年目だったにもかかわらず、ソフト開発チームに意見したり、アンケートを社内に撒いたりしたことも前述のインタビューの中で明らかにしており、今思うと命知らずだったとも振り返っている。

## 評価
本作はAmusement and Music Operators Association Show（AMOAショウ）に出展され、賞を受賞した。

## エースドライバー・ビクトリーラップ
『エースドライバー』の続編で1996年に発売された。前作同様、SYSTEM22が用いられている。筐体は新しく発売、出荷された他、前作のSD・DX筐体や『レイブレーサー』のTWIN筐体向けのコンバージョンキットも発売。
チーム名称は前作と同一だが車体デザインは近未来的なフォルムに変更され、コースは初作からあったSTREAM FIELD CIRCUITがセミテクニカルのカテゴリーとなり、ハイスピードのカテゴリーとしてSELLOW VALLEY CIRCUITと、テクニカルのカテゴリーとしてCAPITAL CITY CIRCUITの2コースが新設され、レース中は常にBGMが流れるようになった。通信対戦ではチャンピオンシップ ポイントモードと呼ばれる、全3コースを3連戦走って総合ポイントを争うというものが追加された。難易度選択のEXPERT(PRO) CLASSと、視点切替のノーズ先端の視点は普通に選択できるようになった。車の挙動は前作と比べてマイルド調になった。難易度選択時にブレーキペダルを踏みながらEXPERT(PRO)CLASSを選択すると、タイムトライアルモードを選択することができる（記録集計が緑TIME、赤TIME別なのは前作と同様）。
| チャンピオンシップ ポイントモードのポイント | チャンピオンシップ ポイントモードのポイント |
| ------------------------------------------- | ------------------------------------------- |
| 1位                                         | 20                                          |
| 2位                                         | 16                                          |
| 3位                                         | 12                                          |
| 4位                                         | 10                                          |
| 5位                                         | 8                                           |
| 6位                                         | 6                                           |
| 7位                                         | 4                                           |
| 8位                                         | 2                                           |
| ラップリーダー                              | 1周ごとに2                                  |

※ポイントは完走できなかった場合は半分しかもらえない。また、全周ラップリーダーだった場合、さらに2ポイント加算される（3周レースの場合だと合計26点となる）。

## エースドライバー3 ファイナルターン
2008年春のAOUショーで出展された作品。日本国外向けとして簡体版と英語版が出展されたが、日本語版の存在は確認されていない。4種類の車と2種類のコースが選択でき、4人で対戦することができた。